# Stamford Bridge-i csata
A Stamford Bridge-i csata 1066. szeptember 25.-én zajlott az angol II. Harold király serege és az angol trónt magának követelő norvég uralkodó, III. Harald hada között a yorkshire-i Stamford Bridge falu mellett. A norvégokat segítette az angol király öccse, Tostig Godwinson is. A véres csatában a norvég király és Tostig is elesett. A győzelem után Harold délre sietett, ahol közben partra szállt Normandiai Vilmos; ám a hastingsi csatában elesett és Anglia trónját a normann királyok foglalták el. Az angol történetírás hagyománya szerint a Stamford Bridge-i csata a Britanniát érő viking támadások záró eseménye volt.

## Előzmények
Hitvalló Eduárd angol király 1066 januárjában örökös nélkül halt meg és angol trónra több jelentkező is akadt. Közéjük tartozott a legerősebb angol főúr, Harold Godwinson (akit még januárban meg is koronáztak), Vilmos normandiai herceg, Vasbordájú Edmund király unokája, a 15 éves Edgár, valamint III. Harald norvég király. Az Angolszász krónika szerint Harald háromszáz hajót gyűjtött össze, hogy nyomatékot adjon trónigényének, bár a krónika nem részletezi, hogy ebből mennyi volt hadi- és mennyi szállítóhajó. Snorri Sturluson a Harald király sagájá-ban azt írja, hogy "... úgy mondják, hogy Harald királynak több mint kétszáz hajója volt, nem számítva a szállítóhajókat és az egyéb kis csónakokat." Az Orkney szigetén felvett erősítéssel együtt a norvég sereg 7-9 ezer emberből állhatott. Miután 1066 szeptemberében partra szállt Angliában, csatlakozott hozzájuk Harold angol király öccse, Tostig Godwinson, aki flamand és skót zsoldosokat gyűjtött. Tostig viszályban állt a bátyjával, mert az korábban hozzájárult, hogy megfosszák Northumbria grófságától és száműzzék az országból. 1066 során több, nem túl jelentős támadást intézett az angol partok ellen.
Az inváziós flotta felhajózott az Ouse folyón és Yorkot fenyegette. Szeptember 20-án a fulfordi csatában megütköztek a helyi erőkkel, Edwin merciai és Morcar northumbriai gróf (earl) seregével. A norvég győzelem után York megadta magát. A városból túszokat és némi ellátmányt szedtek, majd visszatértek Riccall faluhoz, ahol a flotta horgonyzott. Harald megígérte a northumbriaiaknak, hogy nem esik bántódásuk, ha támogatják igényét az angol trónra.
Mindeközben Harold angol király Dél-Angliában várta Normandiai Vilmos partraszállását. Mikor tudomást szerzett a norvég invázióról, éjjel-nappali vonulással északra sietett. A London és Yorkshire közötti kb. 300 km-t mindössze négy nap alatt tette meg és sikerült teljesen meglepnie a norvégokat. Miután megtudta, hogy a norvégok a York melletti Stamford Bridge faluba rendelték a Yorkshire-ből gyűjtött utánpótlást és túszokat, Harold maga is oda sietett. Az angolszász sereg szeptember 25-én ért Stamford Bridge-be, ahol a norvégok csak az ellenség felbukkanásakor döbbentek rá jelenlétükre.

## Helyszín
Vita tárgya, hogy a csata idejében létezett-e a helyszínen település és híd. Az egyik nézet szerint 1066-ban (sőt 1086-ban, amikor az angol birtokokat összeíró Domesday Book készült) semmilyen falu vagy egyéb település nem volt és az út és Derwent folyó találkozásánál fekvő helyszín neve csak leíró (stone = kő, ford = gázló, bridge = híd). A mai falunál a folyómederben egy sziklakibúvás található, amelyen a víz régebben zúgóként folyt keresztül. Itt alacsony vízállásnál akár gyalogosan is kényelmesen át lehetett kelni a folyón.
Mások szerint a Domesday Book nem volt teljes és egyes kis falvak (amelyeket más források említenek) kimaradtak az összeírásból. Az itt lakókat feltehetően a közeli Low Cattonhoz csapták. Az Angolszász krónika különböző kéziratai leírják a Stamford Bridge nevet, sőt a C kézirat konkrétan említi a hidat. A 11-12. századi krónikás, Huntigdoni Henrik is azt írja, hogy a csata részben a hídon zajlott, vagyis ez építmény minden valószínűség szerint létezett.

## A csata

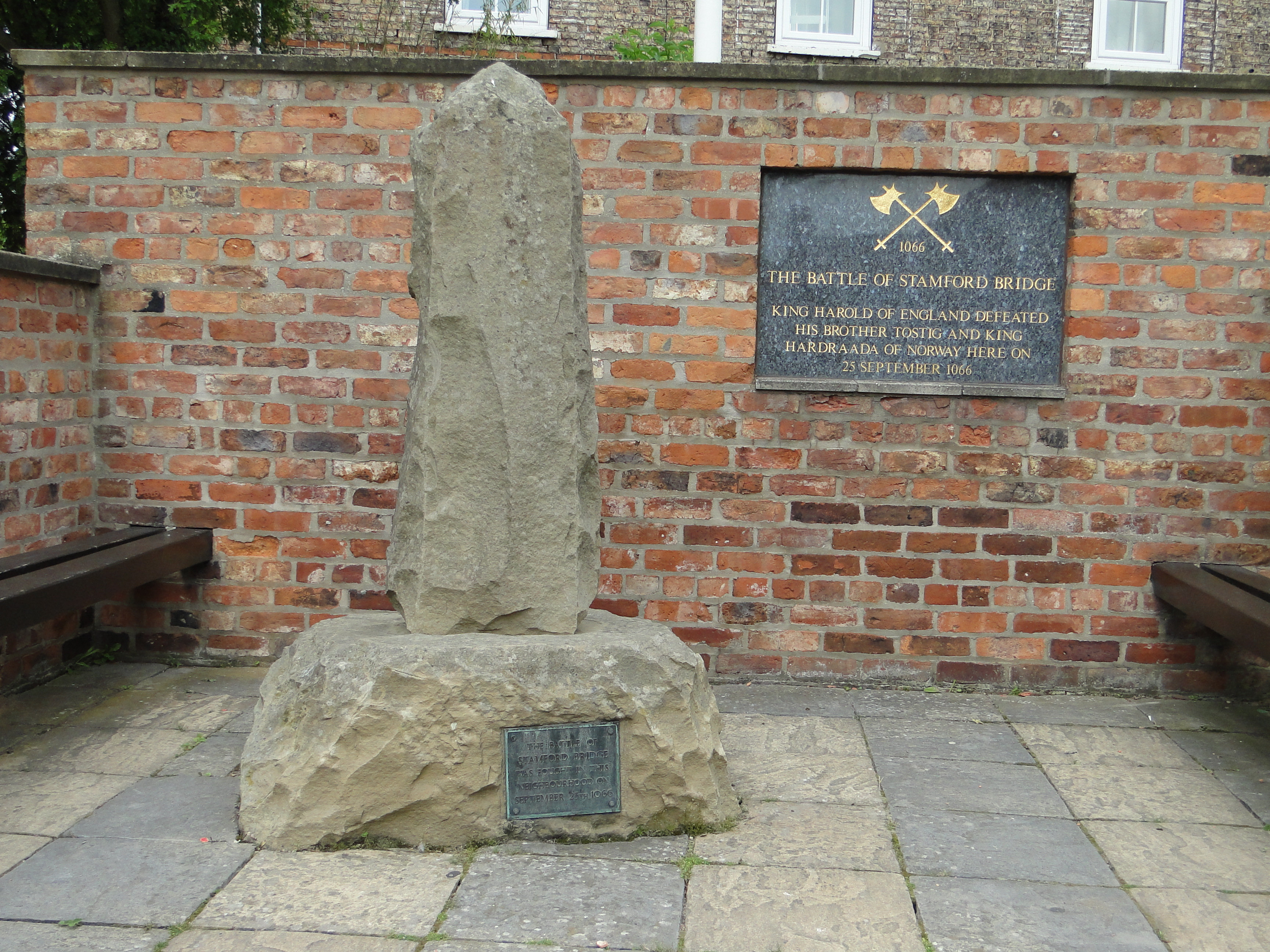
A csata emlékműve Stamford Bridge-ben

Az ütközet pontos helyszíne nem ismert. A helyi hagyomány szerint a Derwent folyótól keletre, a mai falut délkeleti határánál, az ún. Battle Flats ("csatamező") síkságán történt. Általános vélekedés szerint a norvég sereg két részre oszlott, egy kisebb csapat a folyó nyugati partján, míg a zöm a keletin tartózkodott. Egy másik vélemény szerint éppen kivonultak a faluból és a régi római úton a nyugati parton lévő York felé indultak.
Az angolszász sereg megjelenése meglepte a norvégokat. Gyorsan védekező pozícióba, körbe álltak. Mire az angol sereg zöme megérkezett, a nyugati parton lévő, kisebb norvég csapatot szétszórták; maradéka a hídon át menekült a többiekhez. Az angolok előrehaladását lelassította, hogy nekik is át kellett kelniük a hídon. Az Angolszász krónika szerint egy hatalmas termetű viking elállta a hidat és egy darabig egyedül tartotta fel a teljes angolszász hadat. Állítólag negyven angolt vágott le a fejszéjével, míg egyikük egy fél hordóban a híd alá sodortatta magát és deszkák között átszúrva lándzsájával megölte a norvégot.
A késlekedés elég időt adott a norvégoknak, hogy védekező pajzsfal-formációba álljanak. Harold katonái átözönöltek a hídon, pajzsukat egymás mellé rakva csatasorba álltak és rárontottak a betolakodókra. A csata órákon át zajlott, bár a vikingeknek korábban nem volt idejük felvenni vértjeiket, így egyértelmű hátrányból harcoltak. Hosszas küzdelem után az angolok áttörték a megingó pajzsfalat. Miután egy nyíl torkon találta Harald királyt és Tostigot is megölték, a norvégok menekülni kezdtek.
A csata vége felé megérkezett az Eystein Orre (Harald veje) által vezetett norvég erősítés, amely addig kilométerekkel arrébb, Riccall falunál őrizte a hajókat. A krónika szerint a futástól többen összeestek és meghaltak, mire a csatamezőre értek. Ezek a vikingek már csatára készültek és páncélt viseltek. Támadásuk egy időre visszaszorította az angolok lendületét, de a túlerő győzött, Orre pedig elesett. A menekülő norvégok egy része a folyóba fulladt.
A csata igen kis helyre korlátozódott és az elesett csontjai még ötven évvel később is fehérré változtatták a mezőt.

## Következmények
Harold békét kötött a túlélőkkel, köztük Harald fiával, Olaffal és Paul Thorfinnsson orkneyi gróffal. Miután megesküdtek, hogy többé nem támadnak Angliára, hagyta őket elvonulni. A norvég veszteségek olyan súlyosak voltak, hogy 300 hajójukból 24 is elegendőnek bizonyult a túlélők hazaszállítására. A telet Orkneyn töltötték, majd tavasszal Olaf visszahajózott Norvégiába. A királyságot ezután megosztották közötte és fivére, Magnus között, aki Harald távollétében kormányozta Norvégiát.
A Stamford Bridge-i csata után három nappal, 1066. szeptember 28-án Normandiai Vilmos partra szállt Dél-Angliában. Harold azonnal délnek indult és erőltetett menetben haladt London felé. Három héttel később Harold elesett a hastingsi csatában és Vilmos elfoglalta Anglia trónját.

## Fordítás
- Ez a szócikk részben vagy egészben  a   Battle of Stamford Bridge című angol Wikipédia-szócikk ezen változatának fordításán alapul.  Az eredeti cikk szerkesztőit annak laptörténete sorolja fel. Ez a jelzés csupán a megfogalmazás eredetét és a szerzői jogokat jelzi, nem szolgál a cikkben szereplő információk forrásmegjelöléseként.